# Haplopogon latus
Haplopogon latus là một loài ruồi trong họ Asilidae. Haplopogon latus được Coquillett miêu tả năm 1904.